# Esatanas shah
Esatanas shah là một loài ruồi trong họ Asilidae. Esatanas shah được Rondani miêu tả năm 1873.